# 스타트렉: 로워덱스

스타트렉: 로워덱스(Star Trek: Lower Decks)는 스트리밍 서비스 CBS 올 액세스(CBS All Access, 나중에 파라마운트+로 브랜드 변경)를 위해 마이크 맥마한이 제작한 미국 성인 애니메이션 SF TV 시리즈이다. 9번째 스타 트렉 시리즈이며 총괄 프로듀서 앨릭스 커츠먼의 확장된 스타 트렉 유니버스의 일부로 2020년에 데뷔했다. 1974년에 끝난 스타 트렉 (애니메이션) 이후 프랜차이즈의 첫 번째 애니메이션 시리즈이자 첫 번째 코미디인 로워덱스는 24세기 스타십 세리토스(Cerritos)의 하급 지원 승무원을 따른다.
2020년 8월 6일 CBS 올 액세스에서 첫 방송되었으며, 10부작으로 구성된 첫 번째 시즌은 2020년 10월까지 매주 공개되었다. 두 번째 시즌은 2021년 8월부터 10월까지 파라마운트+에서 공개되었으며, 세 번째 시즌은 8월부터 공개되었다. 2022년 10월까지, 2023년 9월부터 11월까지 네 번째 시즌이 출시되었다. 다섯 번째 시즌이 개발 중이다. 이 시리즈는 비평가들로부터 긍정적인 평가를 받았으며 음향 편집 부문 프라임타임 에미상 후보에 오른 것을 포함하여 여러 상을 받았다.